# Restauración dental
La restauración dental es el estudio, diagnosis y administración integrada de enfermedades de los dientes y sus estructuras de apoyo y la rehabilitación de la dentición a requisitos funcionales y estéticos del individuo. Tal área abarca especialidades de endodoncias, periodoncia y prostodoncia y su fundación se basó a cómo estos interaccionan en los casos que requieren cuidados multifacéticos. En Reino Unido esta restauración es legalmente reconocido como especialidad por una directiva de UE, con voces de la Sociedad británica para Restauración Dental y la Asociación de Especialistas & de Asesores en Odontología restauradora.

## Tratamientos dentales resturadores
- Inlays, Onlays & Veneers
- Coronas de porcelana & Puentes Fijos
- Tratamientos de Conductos de raíz
- Rellenos Dentales y coloreado